# ناتیشا هیدمن
ناتیشا هیدمن (انگلیسی: Natisha Hiedeman؛ زادهٔ ۱۰ فوریهٔ ۱۹۹۷) بازیکن بسکتبال اهل ایالات متحده آمریکا است.
از باشگاه‌هایی که در آن بازی کرده‌است می‌توان به آتلانتا دریم اشاره کرد.